# Pedro Muñoz Seca
Pedro Muñoz Seca (El Puerto de Santa María, 20 de febrero de 1879-Paracuellos de Jarama, 28 de noviembre de 1936) fue un escritor y autor de teatro español perteneciente a la generación del 14 o novecentismo. Fue considerado por Sainz de Robles como el «fénix de los ingenios del siglo xx», y Valle-Inclán dejó escrita esta definición: «Quítenle al teatro de Muñoz Seca el humor; desnúdenle de caricatura, arrebátenle su ingenio satírico y facilidad para la parodia, y seguirán ante un monumental autor de teatro». Murió fusilado en una de las matanzas de Paracuellos cuatro meses después del golpe de Estado con el que tuvo lugar el inicio de la guerra civil española.

## Biografía
Estudió bachillerato en el colegio jesuita San Luis Gonzaga de El Puerto de Santa María, junto a Juan Ramón Jiménez y Fernando Villalón. En 1901 concluyó sus estudios de Filosofía y Letras y Derecho en la Universidad de Sevilla. En esta ciudad conoció el mundo del teatro. Allí estrenó en 1901 una obra cómica de un acto, Las guerreras, y en 1903 el sainete El maestro Canillas en El Puerto de Santa María.
Marchó a Madrid en 1904, donde estrenó su primera obra, El contrabando, en el teatro Lara, escrita en colaboración con Sebastián Alonso. Allí trabajó de profesor de griego, latín y hebreo. En 1908 comenzó a trabajar en el Ministerio de Fomento y se casó con la cubana María de la Asunción de Ariza y Díez de Bulnes.

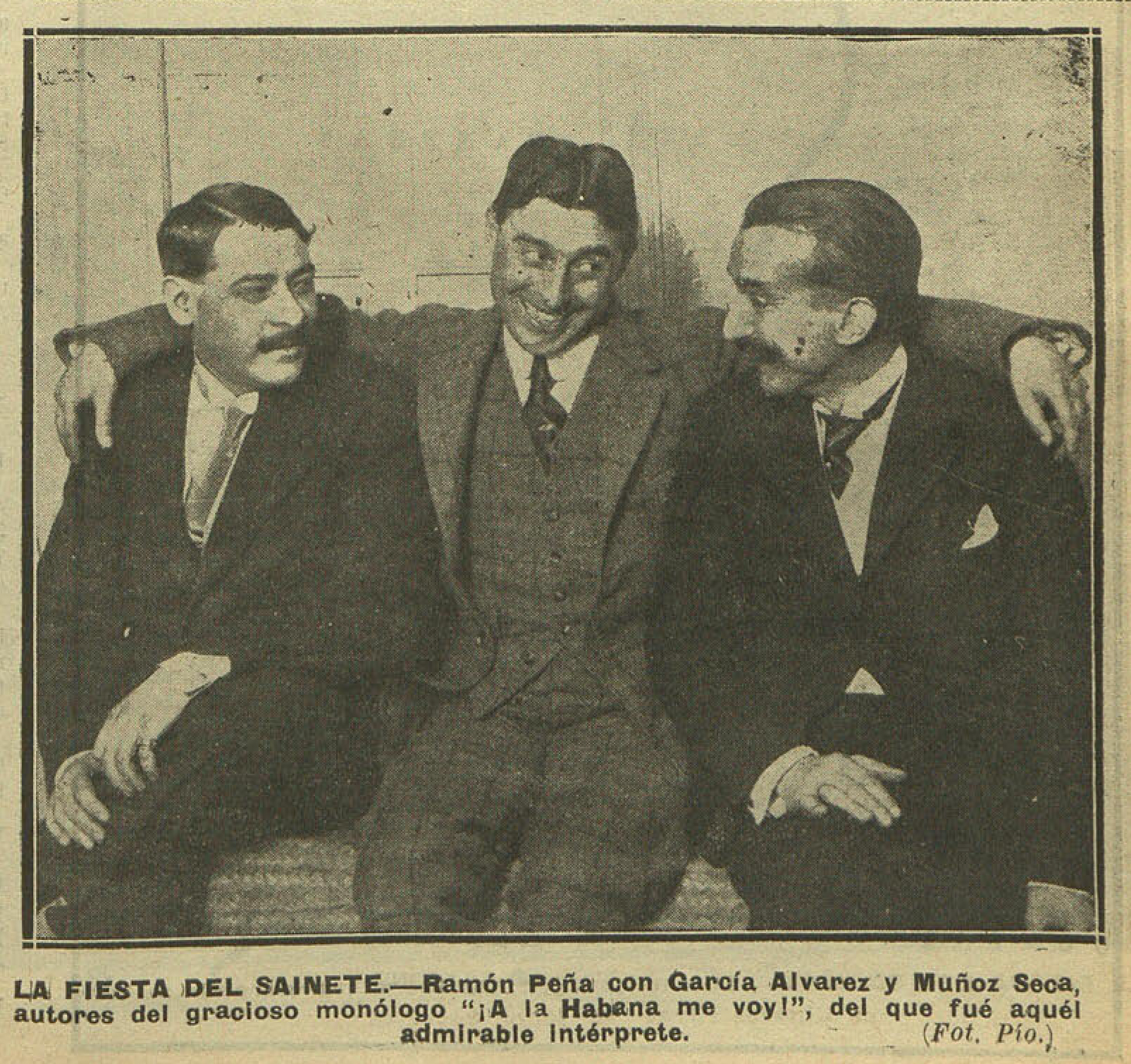
Muñoz Seca (a la derecha) junto a Enrique García Álvarez y el actor Ramón Peña en 1917

Entre los años 1910 y 1920 su figura como autor teatral se consolidó como la creadora de un nuevo género teatral denominado astracán o astracanada, caracterizado por una búsqueda de la comicidad a todo trance, incluso a costa de la verosimilitud y desfigurando el lenguaje natural. Su obra más célebre dentro de este género fue La venganza de don Mendo, que se estrenó en el teatro de la Comedia en 1918. Se inspiraba en el género humorístico británico del nonsense y el teatro de Gilbert y Sullivan.
En los años 1920 sus obras dejaban de representarse únicamente en Pascuas y aseguraban a los empresarios teatros llenos. Las críticas, sin embargo, no eran buenas por aquel entonces. En la edición de Afrodisio Aguado de La venganza de don Mendo, el prólogo está a cargo de Jacinto Benavente, quien define la obra y el destino de Muñoz Seca así: «A Muñoz Seca no lo mató la barbarie, lo mató la envidia. La envidia sabe encontrar sus cómplices».

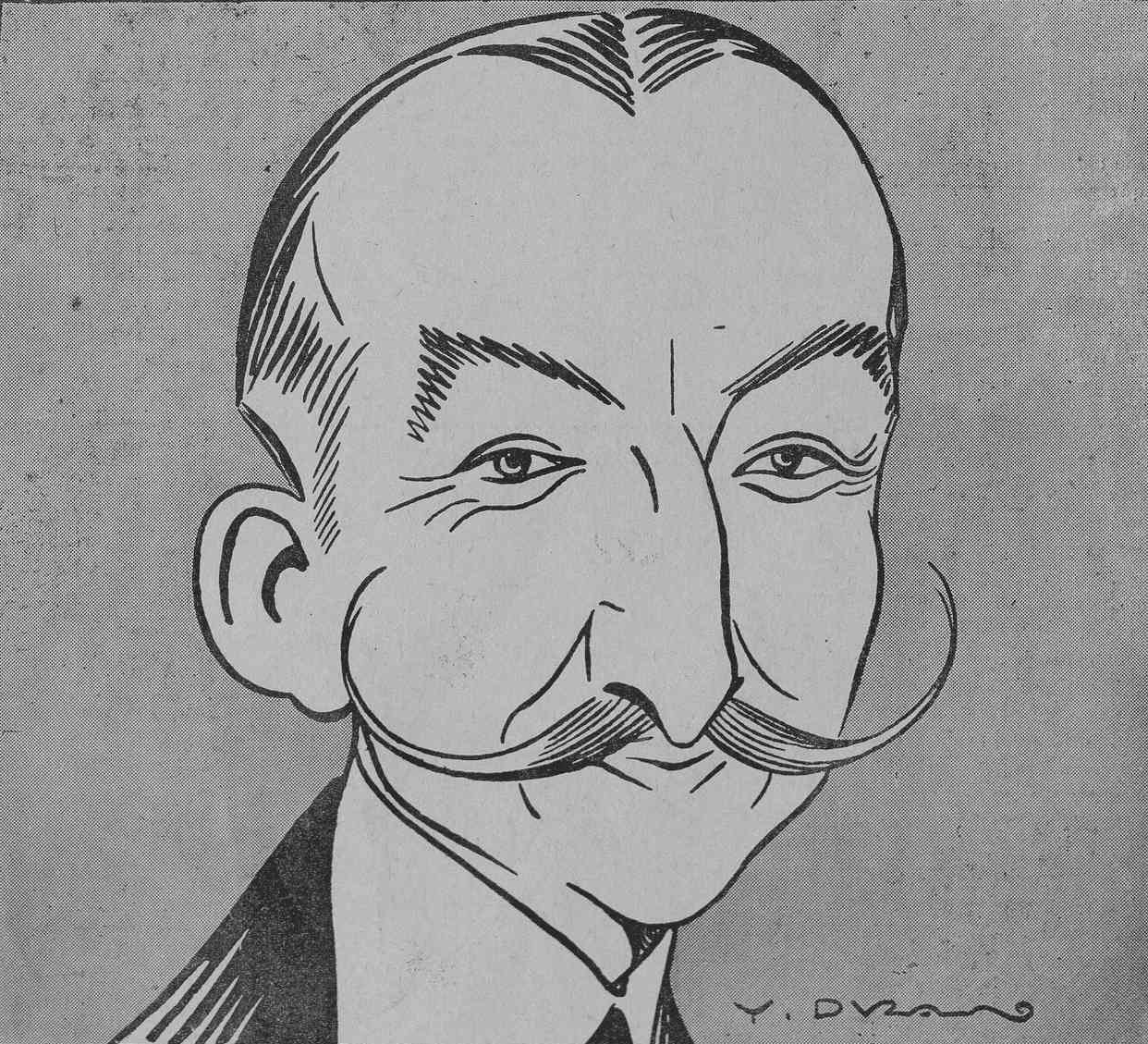
Caricaturizado por José Izquierdo Durán en Madrid Cómico (1923)

Otra obra suya es Los extremeños se tocan, una comedia musical o «zarzuela sin música», en la que los actores cantan y bailan a capela y que parodia este género; posteriormente fue llevada al cine por Alfonso Paso.

De 1931 en adelante centra sus sátiras contra la República. Estrena La oca, siglas de «Libre Asociación de Obreros Cansados y Aburridos», caricatura del comunismo y el igualitarismo. Más tarde estrena Anacleto se divorcia, sátira de la ley del divorcio (1932) recién promulgada. Otras obras que ridiculizan a la República son La voz de su amo, Marcelino fue a por vino y El gran ciudadano. Estas críticas, que tuvieron éxito de público, hacen que pase de ser considerado frívolo, dentro de su conservadurismo, a ofensivo por algunos grupos objetivo de las críticas. Pero fue muy querido en el mundo escénico, conservando amistades como Pedro Pérez Fernández, con quien compuso gran número de piezas teatrales, llegando a ser su más preciso colaborador, hasta el punto de que se llegó a decir respecto a esta relación «poco va de Pedro a Pedro»; Jacinto Guerrero; Salvador Videgain, o el famoso Lepe. Colaboraron con él Enrique García Álvarez, Azorín, Enrique García Velloso y otros muchos.

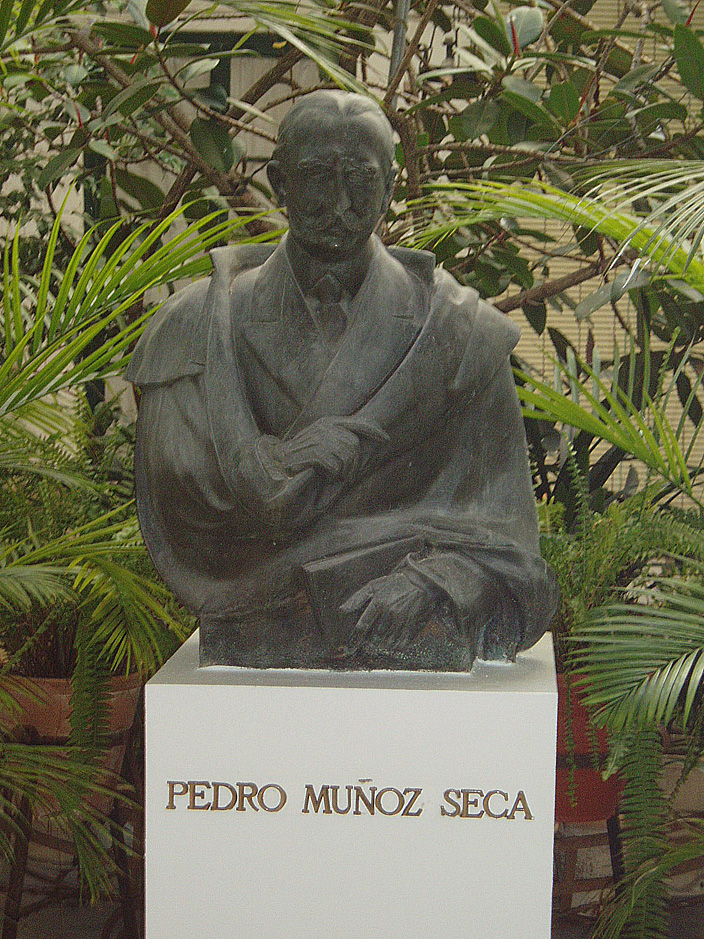
Busto de Pedro Muñoz Seca en su localidad natal

Cuando se inició la guerra civil española, estaba con su esposa en Barcelona por el estreno de La tonta del rizo, que tuvo lugar la noche anterior al estallido, y fue detenido por milicias anarcosindicalistas que dominaban la ciudad condal, en la casa de un actor que le había aconsejado abandonar el hotel en el cual se había alojado. Acusado de albergar ideas monárquicas y católicas, fue trasladado a Madrid y encarcelado en la recién creada cárcel de San Antón (establecida en esos mismos días en el antiguo Convento de San Antón); su esposa fue puesta en libertad, ya que era ciudadana cubana. Fue víctima de una de las sacas de las matanzas de Paracuellos y fusilado en esa localidad de Paracuellos de Jarama el 28 de noviembre junto con otros 112 presos de la cárcel de San Antón. Humorista hasta el final, sus últimas palabras, dirigidas al pelotón de fusilamiento, fueron: «Podéis quitarme mi hacienda, mi patria, mi fortuna e incluso —como estáis al hacer— mi vida. Pero hay una cosa que no podéis quitarme: ¡el miedo que tengo ahora mismo!». Según declaró después de la guerra la persona a la que obligaron a enterrar el cadáver y que presenció su ejecución, las últimas palabras de Muñoz Seca fueron: «Ahí va el último actor de la escena; hasta al morir, con la sonrisa en los labios. Este es el último epílogo de mi vida».
Es abuelo materno de los escritores Alfonso Ussía y Borja Cardelús.

## Obra
Obras completas.

### Teatro
- República estudiantil (1898)
- Las guerreras (1901, con José Luis Montoto de Sedas)
- El maestro Canillas (1903)
- El contrabando (1904, con Sebastián Alonso Gómez)
- De balcón a balcón (1905, con Sebastián Alonso Gómez)
- La casa de la juerga (1906)
- Una lectura (1906)
- Celos (1907)
- Las tres cosas de Jerez (1907, con Carlos Fernández Shaw)
- El lagar (1907, con Rafael de Santa Ana)
- A prima fija (1907)
- El niño de San Antonio (1907)
- Floriana, AKA El castillo de los ultrajes (1907). Original de Bernard Athis
- Mentir a tiempo (1908)
- El naranjal (1908)
- Don Pedro el Cruel (1908)
- El jilguerillo de los parrales (1910, con José R. Izquierdo Garrido)
- La neurastenia de Satanás (1910, con Sebastián Alonso Gómez)
- Mari-Nieves (1911)
- Tentaruja y compañía (1911)
- ¡Por peteneras! (1911, con Pedro Pérez Fernández)
- La canción húngara (1911, con Pedro Pérez Fernández)
- El medio ambiente (1912, con Pedro Pérez Fernández)
- Coba Fina (1912, con Pedro Pérez Fernández)
- Las cosas de la vida (1912, con Pedro Pérez Fernández)
- La nicotina (1912, con Pedro Pérez Fernández)
- Trampa y cartón (1912, con Pedro Pérez Fernández)
- La cucaña de solarillo (1913, con Sebastián Alonso Gómez)
- El milagro del santo (1913)
- El modelo de Virtudes (1913, con Pedro Pérez Fernández)
- Los marinos de papel (1913)
- López de Coria (1914, con Pedro Pérez Fernández)
- El bien público (1914)
- El incendio de Roma (1914, con Pedro Pérez Fernández)
- El pajarito (1914)
- El paño de lágrimas (1914, con Pedro Pérez Fernández)
- Fúcar XXI (1914, con Enrique García Álvarez y Pedro Pérez Fernández)
- Pastor y Borrego (1915, con Pedro Pérez Fernández)
- La niña de las planchas (1915, con Enrique García Álvarez)
- Cachivache (1915, con Pedro Pérez Fernández)
- Naide es ná (1915, con Pedro Pérez Fernández)
- El roble de la Jarosa (1915)
- La frescura de Lafuente (1915, con Enrique García Álvarez)
- La pata del muñeco (1915)
- La casa de los crímenes (1916, con Enrique García Álvarez)
- La perla ambarina (1916, con Pedro Pérez Fernández)
- La Remolino (1916, con Enrique García Álvarez)
- Lolita Tenorio (1916, con Pedro Pérez Fernández)
- Los que fueron (1916)
- La escala de Milán (1916, con Enrique García Álvarez)
- El príncipe Juanón (1916)
- La conferencia de Algeciras (1916, con Enrique García Álvarez)
- El verdugo de Sevilla (1916, con Enrique García Álvarez)
- Doña María Coronel (1916)
- El último bravo (1917, con Enrique García Álvarez)
- La locura de Madrid (1917, con Enrique García Álvarez)
- Hugo de Montreux (1917)
- El marido de la Engracia (1917, con Pedro Pérez Fernández)
- La traición (1917)
- Los cuatro Robinsones (1917, con Enrique García Álvarez)
- Adán y Evans (1917)
- El rayo (1917, con Juan López Núñez)
- El sueño de Valdivia (1917)
- La Casona (1917)
- Albi Melén (1917, con Pedro Pérez Fernández)
- John y Thum (1917)
- El último pecado (1918)
- El voto de Santiago (1918, con Pedro Pérez Fernández)
- El teniente alcalde de Zalamea (1918, con Pedro Pérez Fernández)
- De rodillas y a tus pies (1918, con Pedro Pérez Fernández)
- El Versalles madrileño (1918, con Enrique García Álvarez)
- Los pergaminos (1918)
- Garabito (1918)
- La barba de Carrillo (1918)
- La fórmula 3K3 (1918, con Pedro Pérez Fernández)
- Las famosas asturianas (1918). Original de Lope de Vega y refundida por Muñoz Seca
- La venganza de don Mendo (1918)
- Recuerdo de Cicerón (1918)
- Los rifeños (1918, con Pedro Pérez Fernández)
- La verdad de la mentira (1918)
- Un drama de Calderón (1919, con Pedro Pérez Fernández)
- Trianerías (1919, con Pedro Pérez Fernández)
- Las Verónicas (1919, con Pedro Pérez Fernández)
- La Tiziana (1919, con Pedro Pérez Fernández)
- Los planes de Milagritos (1919)
- El mal rato (1919, con Pedro Pérez Fernández)
- Faustina (1919)
- El colmillo de Buda (1919)
- La razón de la locura (1919)
- Los amigos del alma (1919, con Pedro Pérez Fernández)
- El condado de Mairena (1919)
- Pepe Conde o el mentir de las estrellas (1920, con Pedro Pérez Fernández)
- La mujer (1920, con Rafael García Rodríguez)
- La plancha de la marquesa (1920)
- Martingalas (1920, con Pedro Pérez Fernández)
- El clima de Pamplona (1920, con Pedro Pérez Fernández)
- Sanjuán y Sampedro (1920)
- Las hazañas de un pícaro (1920)
- La cartera del muerto (1920)
- San Pérez (1920, con Pedro Pérez Fernández)
- El parque de Sevilla (1921, con Pedro Pérez Fernández)
- La hora del reparto (1921, con Pedro Pérez Fernández)
- El ardid (1921)
- El sinvergüenza en Palacio (1921, con Pedro Pérez Fernández)
- Los planes del abuelo (1921)
- Dentro de un siglo (1921)
- La farsa (1921)
- Tirios y Troyanos (1922, con Pedro Pérez Fernández)
- El número 15 (1922, con Pedro Pérez Fernández)
- El pecado de Agustín (1922)
- La señorita Ángeles (1922)
- La encerrona, AKA De lo vivo a lo pintado (1922, con Pedro Pérez Fernández)
- El conflicto de Mercedes (1922)
- ¡Plancha! (1922, con Pedro Pérez Fernández)
- El Goya (1922, con Pedro Pérez Fernández)
- Los frescos (1922)
- La pluma verde (1922, con Pedro Pérez Fernández)
- El vaticinio o S.S.S. (1923)
- El rey nuevo (1923, con Pedro Pérez Fernández)
- Las hijas del rey Lear (1923)
- Las "cosas" de Gómez (1923, con Pedro Pérez Fernández)
- El filón (1923)
- Las alas rotas (1923)
- La mujer de nieve (1923, con Pedro Pérez Fernández)
- La muerte del dragón (1923)
- Los chatos (1924, con Pedro Pérez Fernández)
- Bartolo tiene una flauta (1924, con Pedro Pérez Fernández)
- Los sabios (1924)
- La buena suerte (1924)
- La raya negra (1924)
- El llanto (1924)
- La bondad (1925)
- La tela (1925, con Pedro Pérez Fernández)
- Los campanilleros (1925, con Pedro Pérez Fernández)
- El secreto de Lucrecia (1925)
- El espanto de Toledo (1925)
- Lo que Dios dispone (1925)
- El chanchullo (1925)
- Los trucos (1925)
- El sonámbulo (1925, con Pedro Pérez Fernández)
- La cabalgata de los Reyes (1926, con Pedro Pérez Fernández)
- Humo (1926)
- María Fernández (1926, con Pedro Pérez Fernández)
- La novela de Rosario (1926, con Pedro Pérez Fernández)
- Paco Pinto (1926, con Pedro Pérez Fernández)
- Seguidilla gitana (1926)
- Poca cosa es un hombre (1926, con Rafael López de Haro)
- Los extremeños se tocan (1926, con Pedro Pérez Fernández)
- El voto (1927, con Pedro Pérez Fernández)
- Las inyecciones, AKA El doctor Cleofás Uthoff vale más que Voronoff (1927)
- ¡La caraba! (1927, con Pedro Pérez Fernández)
- ¡Usted es Ortiz! (1927)
- Calamar (1927)
- La mala uva (1927)
- La Lola (1928)
- El rajah de Cochín (1928, con Pedro Pérez Fernández)
- La cura (1928, con Enrique García Velloso)
- Ali-Gui (1928)
- El clamor (1928, con José Martínez Ruiz (Azorín)
- ¡Un millón! (1928, con Pedro Pérez Fernández)
- El diluvio (1928, con Pedro Pérez Fernández)
- El alfiler (1929)
- El sofá, la radio, el peque y la hija de Palomeque (1929, con Pedro Pérez Fernández)
- ¿Qué tienes en la mirada? (1929, con Pedro Pérez Fernández)
- Pedro Ponce (1929, con Pedro Pérez Fernández)
- ¡Pégame Luciano! (1929)
- Los ilustres gañanes (1929, con Pedro Pérez Fernández)
- El cuatrigémino (1929, con Pedro Pérez Fernández)
- Satanelo (1930)
- La cursilona (1930, con Pedro Pérez Fernández)
- ¡Adelante señores: pasen ustedes! (1930, con Pedro Pérez Fernández)
- La perulera (1930, con Pedro Pérez Fernández)
- El padre Alcalde (1930)
- Una mujer decidida (1930, con Pedro Pérez Fernández)
- La academia (1930, con Enrique García Álvarez)
- ¡Un!... ¡Dos!... ¡Tres!... ¡La niña para usted! (1930)
- El alma de corcho (1931, con Pedro Pérez Fernández)
- ¡Todo para ti! (1931)
- Mi padre (1931, con Pedro Pérez Fernández)
- El corzo (1931)
- El drama de Adán (1931)
- La oca (1931, con Pedro Pérez Fernández)
- Anacleto se divorcia (1932, con Pedro Pérez Fernández)
- Equilibrios (1932). Basada en la obra de teatro Los pergaminos (1918)
- ¡No hay no! (1932)
- ¡Te quiero Pepe! (1932)
- Jabalí (1932, con Pedro Pérez Fernández)
- Una que no sirve (1932)
- Bronca en el ocho (1932)
- El refugio (1933)
- Trastos viejos (1933, con Pedro Pérez Fernández)
- La voz de su amo (1933, con Pedro Pérez Fernández)
- Los quince millones (1933)
- El ex... (1933, con Pedro Pérez Fernández)
- Mi chica (1934, con Pedro Pérez Fernández)
- El escándalo (1934, con Pedro Pérez Fernández)
- La Eme (1934)
- El rey negro (1934)
- ¡Soy un sinvergüenza! (1934, con Pedro Pérez Fernández)
- El gran ciudadano (1935)
- Papeles (1935, con Pedro Pérez Fernández)
- ¡¡Cataplum...!! o el hombre que no creía en los milagros (1935)
- Marcelino fue por vino (1935, con Pedro Pérez Fernández)
- ¡Sola! (1935)
- La plasmatoria (1935, con Pedro Pérez Fernández)
- ¡Zape! (1936, con Pedro Pérez Fernández)
- La tonta del rizo (1936)
- Las cuatro paredes, AKA Entre cuatro paredes (1940). Estrenada póstumamente

## Filmografía
- La caraba (1948) película de Argentina dirigida por Julio Sarraceni sobre la obra homónima.
- Los cuatro robinsones (1939) película de CIFESA dirigida por Eduardo García Maroto sobre la obra homónima.
- La venganza de Don Mendo (1961) película adaptada y dirigida por Fernando Fernández Gómez, quien además protagoniza a Don Mendo.

## Anécdotas

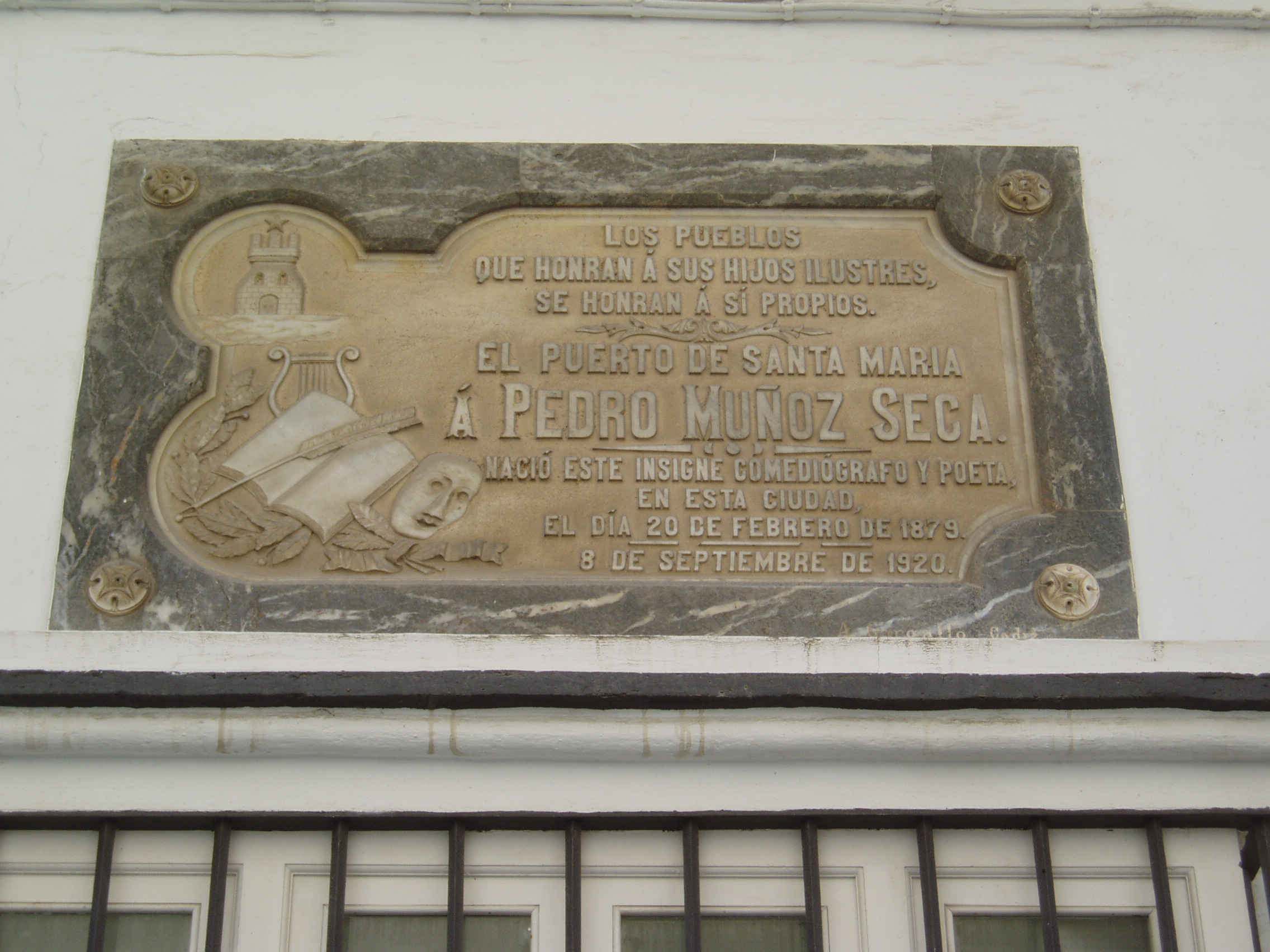
Placa conmemorativa en El Puerto de Santa María.

Preguntado por un crítico literario sobre cuáles eran, a su juicio, los cinco  hombres de las letras españolas contemporáneas más importantes, improvisó al parecer esta respuesta:
- Don Miguel de Unamuno
- Benito Pérez Galdos
- Miguel de Cervantes
- Torcuato Luca de Tena y Álvarez Ossorio
- Benavente, Don Jacinto.[7]

El interés del autor por los números capicúa, lo llevó a promover el mito de que había nacido en 1881 y a las 10 y cuarto de la noche, porque era la hora en que solían comenzar los espectáculos, fecha que a veces hasta se da por buena aún hoy en día.
En 2007 se descubrió la letra de un pasodoble taurino inédito del que ya José María de Cossío había adivinado su existencia. Tal poema está dedicado al diestro «Joselito, el Gallo», erigiéndose como el único pasodoble dedicado a este afamado y reconocido torero.

## Homenajes homónimos
- Teatro Municipal Pedro Muñoz Seca
- Teatro Muñoz Seca
- CEIP Pedro Muñoz Seca (Algete)
- IES Pedro Muñoz Seca (El Puerto de Santa María)